# Bakonykúti
Bakonykúti è un comune dell'Ungheria di 122 abitanti (dati 2001). È situato nella contea di Fejér.